# Fernando Muslera
Néstor Fernando Muslera Micol (Buenos Aires, 16 de junio de 1986) es un futbolista uruguayo nacido en Argentina. Juega como arquero en Estudiantes de La Plata de la Primera División de Argentina. Fue internacional con la selección de fútbol de Uruguay, debutando el 10 de octubre de 2009.  
Hizo su debut como profesional el 6 de noviembre de 2004 con el Montevideo Wanderers de la capital uruguaya en el Estadio Centenario, partido que terminó en derrota por 2 a 1 frente a Peñarol. Ganó la Copa América 2011 en Argentina siendo clave en el esquema de Óscar Washington Tabárez, en el cual estuvo hasta 2023 cuando fue reemplazado por Sergio Rochet, momento en el que llegó Marcelo Bielsa al banquillo uruguayo en 2023.

## Trayectoria

### Montevideo Wanderers y Nacional
Fernando Muslera nació en Buenos Aires, Argentina, y se trasladó con su familia a Montevideo, Uruguay, donde comenzó su carrera profesional en Montevideo Wanderers, tras formarse en las categorías juveniles del club. En 2007 fue cedido a préstamo a Nacional, donde sus buenas actuaciones llamaron la atención de clubes europeos, lo que llevó a su fichaje por Lazio ese mismo año.

### Lazio
Muslera fue fichado por Lazio en agosto de 2007 por unos 3 millones de euros. Debutó en la Serie A en una victoria por 3-1 ante Cagliari, pero una mala actuación contra el Milan lo relegó al banquillo. Durante la temporada 2008-09 recuperó la titularidad tras el bajo rendimiento de Juan Pablo Carrizo, destacando con actuaciones claves y siendo pieza fundamental en la conquista de la Copa Italia, donde atajó dos penales en la final contra Juventus. También ganó la Supercopa de Italia 2009 frente al Inter. Su rendimiento en el Mundial de 2010 lo posicionó como uno de los mejores arqueros del año según la IFFHS, ubicándose en el séptimo puesto.

### Galatasaray
Muslera fue traspasado a Galatasaray el 19 de julio de 2011, firmando un contrato por cinco temporadas. En su primera campaña (2011-12) destacó al atajar un penal y marcar un gol de penal, además de lograr 19 porterías a cero, un récord de liga. Continuó como titular en las siguientes temporadas, jugando en la Liga de Campeones y ganando múltiples títulos, incluyendo la Süper Lig en 2012-13, 2014-15 y 2022-23.
En 2013 sufrió una fractura en un dedo del pie y en diciembre de 2021 una grave lesión de rodilla tras chocar con un compañero. En junio de 2020 sufrió una doble fractura de pierna. A pesar de estas lesiones, volvió a la titularidad y en 2021 se convirtió en el extranjero con más partidos en la historia de la Süper Lig. El 25 de enero de 2025 alcanzó los 429 partidos con Galatasaray en la liga turca, siendo el jugador con más presencias en la historia del club en dicha competición.
El 18 de mayo de 2025 anotó su segundo gol como profesional, nuevamente de penal, en la victoria 3-0 sobre Kayserispor, que le aseguró a Galatasaray el título de la temporada 2024-25.

### Estudiantes de La Plata
En junio de 2025, llega en condición de libre a Estudiantes de La Plata, firmando un contrato hasta diciembre de 2026.

## Selección nacional

### Selecciones juveniles
En 2003, se integró a la selección sub-17, bajo la dirección técnica de Jorge Polilla Da Silva, y jugó en el Campeonato Sudamericano Sub-17 de Bolivia. Allí la Celeste se integró en el grupo A (con Brasil, Chile, Venezuela y Ecuador) y con 3 triunfos y una derrota clasificó, detrás de Brasil, al cuadrangular final del torneo (que completaron Argentina y Colombia). 
Argentina resultó campeón del torneo y Uruguay obtuvo la cuarta posición, quedando, entonces, eliminado del mundial que se jugó ese mismo año en Finlandia.
En este torneo, Muslera jugó solamente en el partido contra Brasil en la primera fase. En los restantes 6 partidos fue suplente de Sebastián Sosa.
En 2005, se integró a la selección sub-20, bajo la dirección técnica de Gustavo Ferrín y jugó el Campeonato Sudamericano Sub-20 de Colombia. Allí La Celeste se integró en el grupo B (con Brasil, Chile, Paraguay y Ecuador) y con 1 triunfo y 3 empates clasificó en el tercer lugar al hexagonal final del torneo (que completaron Colombia, Brasil, Argentina, Chile y Venezuela).
Colombia resultó campeón del torneo y Uruguay obtuvo la quinta posición, quedando eliminado del mundial que se jugó ese mismo año en Países Bajos. Muslera fue titular en los 9 partidos.

### Selección mayor

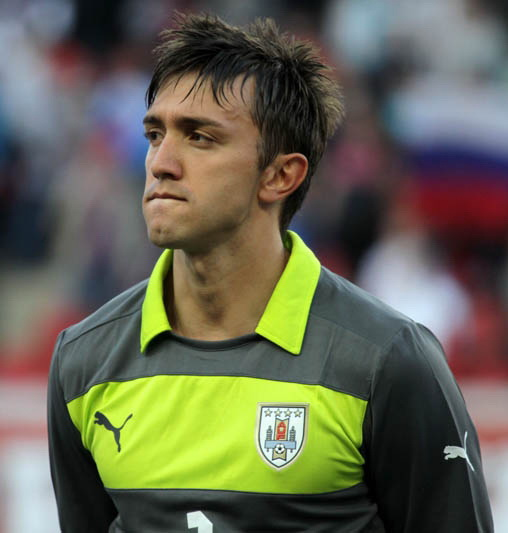
Muslera con la Selección Uruguaya en 2012

Fue citado por primera vez a la selección mayor por Óscar Washington Tabárez, director técnico de la Celeste, para los últimos partidos de la eliminatoria para la Copa Mundial de la FIFA Sudáfrica 2010, debido a que no resultaban totalmente satisfactorias las actuaciones de sus predecesores: Fabián Carini, Sebastián Viera y Juan Guillermo Castillo.
Su debut fue en el penúltimo partido, en Quito, contra Ecuador, partido que ganó Uruguay por 2 a 1 en la hora con gol de Diego Forlán de penal.
A los 7' del partido ante Corea del Sur, por octavos de final de la Copa Mundial Sudáfrica 2010, venció el récord de imbatibilidad en el arco Celeste durante una Copa del Mundo, que ostentaba hasta ese momento Ladislao Mazurkiewicz.
En los cuartos de final, ante Ghana, en la definición por penales detuvo los tiros de John Mensah y Dominic Adiyiah dándole el pase a su equipo a las semifinales.
El 16 de julio de 2011, demostró tener una gran capacidad técnica y de reflejos, por lo cual se convirtió en la figura clave del triunfo de su selección sobre el equipo local por los cuartos de final de la Copa América Argentina 2011. De hecho, le detuvo un penal a Carlos Tévez, en la serie por penales que Uruguay le ganó por 5 a 4 al anfitrión, Argentina, por lo que recibió el reconocimiento de la organización al mejor jugador de aquel encuentro.
El 12 de mayo de 2014 el entrenador de la selección uruguaya, Óscar Washington Tabárez, incluyó a Muslera en la lista provisional de 25 jugadores con los que inició la preparación para la Copa Mundial de Fútbol de 2014. Finalmente fue confirmado en la lista definitiva de los 23 jugadores el 31 de mayo. Fue el arquero titular de Uruguay en los cuatro partidos que disputó su selección en el torneo.
Después de su participación en el mundial de Catar 2022, Muslera fue suspendido por cuatro partidos por agredir a oficiales durante el partido contra Ghana.

## Participaciones

### Participaciones enCopa Mundial de Fútbol
| Mundial                        | Sede      | Resultado        | Partidos | G. R. |
| ------------------------------ | --------- | ---------------- | -------- | ----- |
| Copa Mundial de Fútbol de 2010 | Sudáfrica | Cuarto lugar     | 7        | 8     |
| Copa Mundial de Fútbol de 2014 | Brasil    | Octavos de final | 4        | 6     |
| Copa Mundial de Fútbol de 2018 | Rusia     | Cuartos de final | 5        | 3     |
| Copa Mundial de Fútbol de 2022 | Catar     | Primera ronda    | 0        | 0     |

### Participaciones enCopa Confederaciones
| Copa                      | Sede   | Resultado  | Partidos | G. R. |
| ------------------------- | ------ | ---------- | -------- | ----- |
| Copa Confederaciones 2013 | Brasil | 4.º puesto | 4        | 7     |

### Participaciones enCopa América

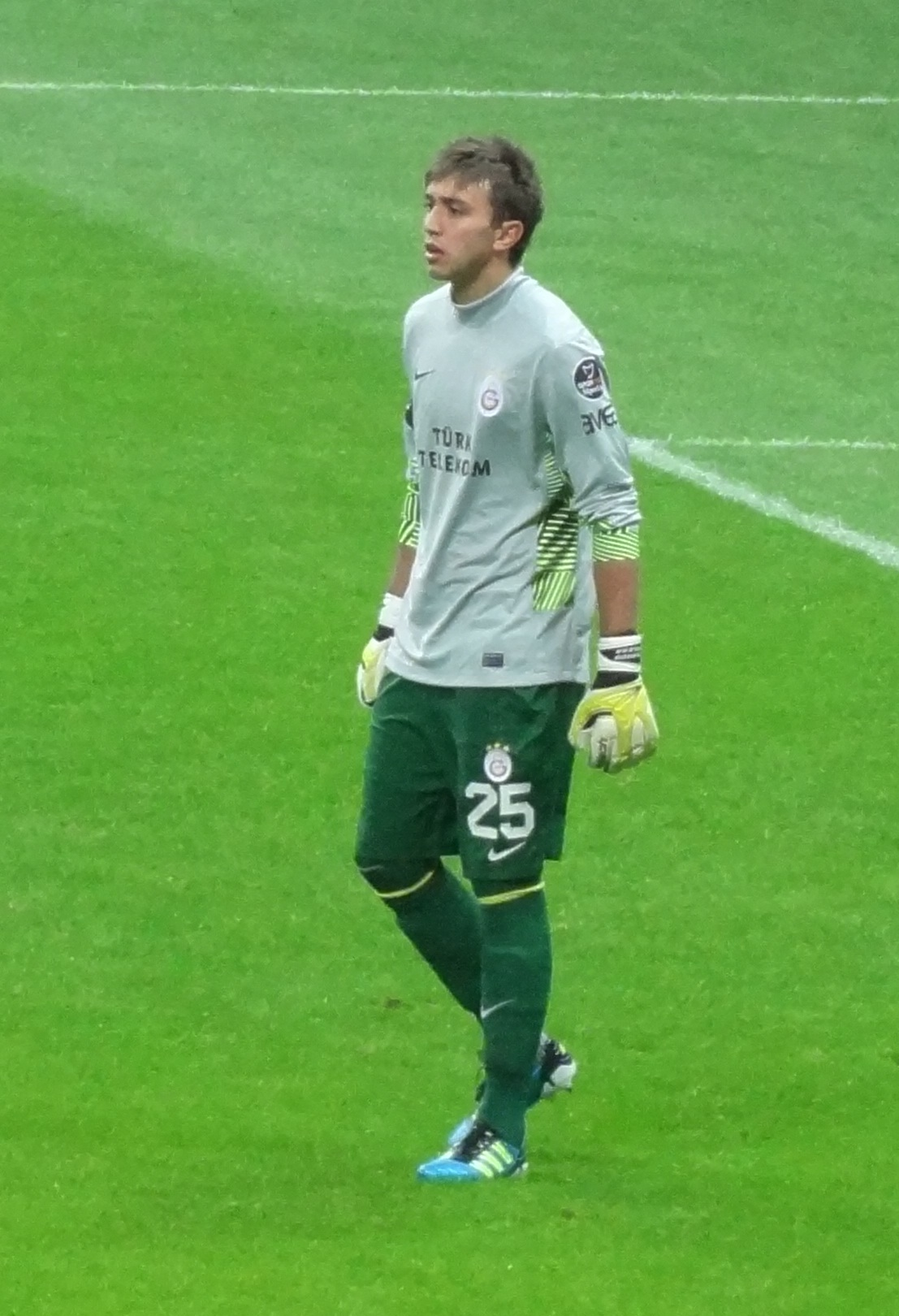
Muslera en un partido ante el Gaziantepspor.

| Torneo                  | Sede           | Resultado        | Partidos | G. R. |
| ----------------------- | -------------- | ---------------- | -------- | ----- |
| Copa América 2011       | Argentina      | Campeón          | 6        | 3     |
| Copa América 2015       | Chile          | Cuartos de final | 4        | 3     |
| Copa América Centenario | Estados Unidos | Fase de grupos   | 3        | 4     |
| Copa América 2019       | Brasil         | Cuartos de final | 4        | 2     |
| Copa América 2021       | Brasil         | Cuartos de final | 5        | 2     |
| Total                   | Total          | Total            | 22       | 14    |

## Estadísticas
| Club                              | Temporada     | Liga  | Liga  | Copas nacionales | Copas nacionales | Supercopas nacionales | Supercopas nacionales | Copas internacionales | Copas internacionales | Total | Total |
| Club                              | Temporada     | Part. | Goles | Part.            | Goles            | Part.                 | Goles                 | Part.                 | Goles                 | Part. | Goles |
| --------------------------------- | ------------- | ----- | ----- | ---------------- | ---------------- | --------------------- | --------------------- | --------------------- | --------------------- | ----- | ----- |
| Montevideo Wanderers · Uruguay    | 2005-06       | 1     | 0     | –                | –                | –                     | –                     | –                     | –                     | 1     | 0     |
| Montevideo Wanderers · Uruguay    | 2006-07       | 12    | 0     | –                | –                | –                     | –                     | –                     | –                     | 12    | 0     |
| Montevideo Wanderers · Uruguay    | Total         | 13    | 0     | 0                | 0                | 0                     | 0                     | 0                     | 0                     | 13    | 0     |
| Nacional · Uruguay                | 2006-07       | 7     | 0     | –                | –                | –                     | –                     | 7                     | 0                     | 14    | 0     |
| Nacional · Uruguay                | 2007-08       | 1     | 0     | –                | –                | –                     | –                     | –                     | –                     | 1     | 0     |
| Nacional · Uruguay                | Total         | 8     | 0     | 0                | 0                | 0                     | 0                     | 7                     | 0                     | 15    | 0     |
| S. S. Lazio · Italia              | 2007-08       | 9     | 0     | 4                | 0                | –                     | –                     | 0                     | 0                     | 13    | 0     |
| S. S. Lazio · Italia              | 2008-09       | 15    | 0     | 6                | 0                | –                     | –                     | –                     | –                     | 21    | 0     |
| S. S. Lazio · Italia              | 2009-10       | 36    | 0     | 2                | 0                | 1                     | 0                     | 4                     | 0                     | 43    | 0     |
| S. S. Lazio · Italia              | 2010-11       | 36    | 0     | 0                | 0                | –                     | –                     | –                     | –                     | 36    | 0     |
| S. S. Lazio · Italia              | Total         | 96    | 0     | 12               | 0                | 1                     | 0                     | 4                     | 0                     | 113   | 0     |
| Galatasaray S. K. Turquía         | 2011-12       | 39    | 1     | 0                | 0                | –                     | –                     | –                     | –                     | 39    | 1     |
| Galatasaray S. K. Turquía         | 2012-13       | 33    | 0     | 0                | 0                | 1                     | 0                     | 10                    | 0                     | 44    | 0     |
| Galatasaray S. K. Turquía         | 2013-14       | 29    | 0     | 3                | 0                | 1                     | 0                     | 6                     | 0                     | 39    | 0     |
| Galatasaray S. K. Turquía         | 2014-15       | 32    | 0     | 1                | 0                | 1                     | 0                     | 5                     | 0                     | 39    | 0     |
| Galatasaray S. K. Turquía         | 2015-16       | 33    | 0     | 6                | 0                | 1                     | 0                     | 8                     | 0                     | 48    | 0     |
| Galatasaray S. K. Turquía         | 2016-17       | 34    | 0     | 0                | 0                | 1                     | 0                     | –                     | –                     | 35    | 0     |
| Galatasaray S. K. Turquía         | 2017-18       | 33    | 0     | 3                | 0                | –                     | –                     | 2                     | 0                     | 38    | 0     |
| Galatasaray S. K. Turquía         | 2018-19       | 33    | 0     | 3                | 0                | 1                     | 0                     | 8                     | 0                     | 45    | 0     |
| Galatasaray S. K. Turquía         | 2019-20       | 26    | 0     | 2                | 0                | 1                     | 0                     | 6                     | 0                     | 35    | 0     |
| Galatasaray S. K. Turquía         | 2020-21       | 22    | 0     | 1                | 0                | –                     | –                     | 0                     | 0                     | 23    | 0     |
| Galatasaray S. K. Turquía         | 2021-22       | 25    | 0     | 0                | 0                | –                     | –                     | 11                    | 0                     | 36    | 0     |
| Galatasaray S. K. Turquía         | 2022-23       | 33    | 0     | 2                | 0                | –                     | –                     | –                     | –                     | 35    | 0     |
| Galatasaray S. K. Turquía         | 2023-24       | 37    | 0     | 0                | 0                | 1                     | 0                     | 14                    | 0                     | 52    | 0     |
| Galatasaray S. K. Turquía         | 2024-25       | 34    | 1     | 0                | 0                | 1                     | 0                     | 8                     | 0                     | 43    | 1     |
| Galatasaray S. K. Turquía         | Total         | 443   | 2     | 21               | 0                | 9                     | 0                     | 78                    | 0                     | 551   | 2     |
| Estudiantes de La Plata Argentina | 2025          | 5     | 0     | –                | –                | 1                     | 0                     | 1                     | 0                     | 7     | 0     |
| Estudiantes de La Plata Argentina | Total         | 5     | 0     | 0                | 0                | 1                     | 0                     | 1                     | 0                     | 7     | 0     |
| Total carrera                     | Total carrera | 565   | 2     | 33               | 0                | 11                    | 0                     | 90                    | 0                     | 699   | 2     |

### Resumen estadístico
| Competición           | Partidos | Goles |
| --------------------- | -------- | ----- |
| Primera División      | 565      | 2     |
| Copas nacionales      | 33       | 0     |
| Supercopas nacionales | 11       | 0     |
| Copas internacionales | 90       | 0     |
| Selección de Uruguay  | 133      | 0     |
| Total                 | 832      | 2     |

## Palmarés

### Campeonatos nacionales
| Título               | Club              | País    | Año     |
| -------------------- | ----------------- | ------- | ------- |
| Copa Italia          | S. S. Lazio       | Italia  | 2008-09 |
| Supercopa de Italia  | S. S. Lazio       | Italia  | 2009    |
| Süper Lig            | Galatasaray S. K. | Turquía | 2011-12 |
| Supercopa de Turquía | Galatasaray S. K. | Turquía | 2012    |
| Süper Lig            | Galatasaray S. K. | Turquía | 2012-13 |
| Supercopa de Turquía | Galatasaray S. K. | Turquía | 2013    |
| Copa de Turquía      | Galatasaray S. K. | Turquía | 2013–14 |
| Süper Lig            | Galatasaray S. K. | Turquía | 2014-15 |
| Copa de Turquía      | Galatasaray S. K. | Turquía | 2014-15 |
| Supercopa de Turquía | Galatasaray S. K. | Turquía | 2015    |
| Copa de Turquía      | Galatasaray S. K. | Turquía | 2015–16 |
| Supercopa de Turquía | Galatasaray S. K. | Turquía | 2016    |
| Süper Lig            | Galatasaray S. K. | Turquía | 2017-18 |
| Copa de Turquía      | Galatasaray S. K. | Turquía | 2018–19 |
| Süper Lig            | Galatasaray S. K. | Turquía | 2018-19 |
| Supercopa de Turquía | Galatasaray S. K. | Turquía | 2019    |
| Süper Lig            | Galatasaray S. K. | Turquía | 2022-23 |
| Supercopa de Turquía | Galatasaray S. K. | Turquía | 2023    |
| Süper Lig            | Galatasaray S. K. | Turquía | 2023-24 |
| Copa de Turquía      | Galatasaray S. K. | Turquía | 2024-25 |
| Süper Lig            | Galatasaray S. K. | Turquía | 2024-25 |

### Torneos internacionales
| Título       | Equipo (*)           | Sede      | Año  |
| ------------ | -------------------- | --------- | ---- |
| Copa América | Selección de Uruguay | Argentina | 2011 |